# Marcelo Zalayeta

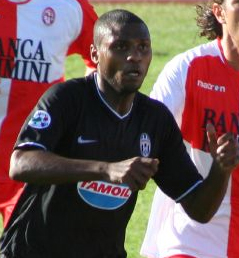
Marcelo Zalayeta im Trikot von Juventus Turin

Marcelo Danubio Zalayeta (* 5. Dezember 1978 in Montevideo) ist ein ehemaliger uruguayischer Fußballspieler. Sein Spitzname ist „El Panterón“.

## Karriere

### Verein
Marcelo Zalayeta begann seine Karriere in seiner Heimatstadt Montevideo bei Danubio und Peñarol in der Primera División. 1997 wurde er mit Peñarol Uruguayischer Meister.
Nachdem der kräftige Stürmer bei der U-20-Weltmeisterschaft 1997 auf sich aufmerksam gemacht hatte, wurde er im Januar 1998 vom italienischen Rekordmeister Juventus Turin verpflichtet. Nach nur sechs Spielen mit zwei Toren in den ersten beiden Spielzeiten wurde er 1998/99 zum Serie-A-Konkurrenten FC Empoli und 1999 bis 2001 zum FC Sevilla nach Spanien ausgeliehen. Nach seiner Rückkehr zu Juventus konnte sich Zalayeta keinen Stammplatz erarbeiten. Im Jahre 2004 wechselte er wiederum leihweise zur Rückrunde der Saison 2003/04 zum AC Perugia.
Als Juventus im Sommer 2006 wegen des Manipulationsskandals 2005/06 in die Serie B zwangsabsteigen musste und viele Stars den Klub verließen, blieb Zalayeta dem Klub treu und steuerte vier Tore in 16 Partien zum direkten Wiederaufstieg der „Alten Dame“ bei.
Marcelo Zalayeta war bei Juve Ergänzungsspieler, der stets im Schatten der Top-Stürmer wie Alessandro Del Piero, Filippo Inzaghi, David Trezeguet oder Zlatan Ibrahimović stand. Trotzdem ist er spätestens seit seinem Tor in der Verlängerung des Champions-League-Achtelfinales 2004/05 gegen Real Madrid, das Juventus das Weiterkommen sicherte, ein absoluter Publikumsliebling.
Im August 2007 verkaufte Juve 50 % von Zalayetas Transferrechten an den SSC Neapel. Nach einem starken Saisonstart holte er im Spiel gegen Juventus durch eine Schwalbe einen Elfmeter heraus und wurde dafür für zwei Spieltage gesperrt, kurze Zeit später wurde diese Sperre jedoch wieder aufgehoben. Am 9. März 2008 zog sich Marcelo Zalayeta bei der Partie gegen den AS Rom einen Kreuzbandriss im linken Knie zu und musste bis zum Saisonende pausieren. Im Juni 2008 vereinbarten Napoli und Juve die Verlängerung der Co-Eignerschaft um ein weiteres Jahr. Am 25. September 2008 erzielte der Stürmer gegen die US Palermo seinen ersten Treffer nach der Verletzungspause. Am 5. Mai 2009 erschien Zalayeta nach Auseinandersetzungen mit dem neuen Trainer Roberto Donadoni nicht zum Training des SSC Neapel und wurde daraufhin aus der Mannschaft genommen. Dennoch verlängerten Juventus und Neapel das Transfergeschäft im Juni 2009 um ein weiteres Jahr.
Auf die Saison 2009/10 bereitete sich der Stürmer in Uruguay vor, nachdem er von Napoli nicht mit ins Trainingslager genommen wurde. Am 21. August 2009 wurde Marcelo Zalayeta bis zum Saisonende an den FC Bologna verliehen. Im Sommer 2010 kehrte er erneut zum SSC Neapel zurück.
Im August 2010 unterzeichnete Marcelo Zalayeta beim türkischen Erstligisten Kayserispor. Mitte 2011 wechselte er dann zurück nach Uruguay zu Peñarol.
Für die Aurinegros absolvierte er seit der Apertura 2011 bis zum Saisonende 2012/13 54 Ligaspiele, in denen er 31 Treffer erzielte. In der Spielzeit 2012/13 gewann er mit Peñarol die Landesmeisterschaft und wurde bei der von der Zeitung El Observador durchgeführten Wahl zum besten Spieler der Saison gekürt. In der Saison 2013/14 kam er in 26 weiteren Erstligapartien zum Einsatz und erzielte sechs Tore. Auf internationaler Ebene lief er für die Montevideaner bis zu diesem Saisonende in 16 Spielen (vier Tore) der Copa Libertadores (2011/12: 6 Spiele (ein Tor), 2012/13: 6 (2); 2013/14: 4 (1)) auf. Auch wurde er zweimal in der Copa Sudamericana eingesetzt. In der Saison 2014/15 wurde er in 30 Erstligaspielen (zehn Tore) und sechs Begegnungen (zwei Tore) der Copa Sudamericana 2014 eingesetzt. Anfang Juli 2015 verlängerte er seinen ausgelaufenen Vertrag bei den "Aurinegros" um ein weiteres Jahr. In der Apertura der Spielzeit 2015/16 erzielte er einen Treffer bei 15 Erstligaeinsätzen. Nachdem er ursprünglich sein Karriereende für das Saisonende angekündigt hatte, beendete er im Januar 2016 trotz laufenden Vertrages als Reaktion auf die Entlassung des Peñarol-Trainers Pablo Bengoechea seine Karriere mit sofortiger Wirkung.

### Nationalmannschaft
Zalayeta nahm mit der uruguayischen U-20-Auswahl an der U-20-Südamerikameisterschaft 1997 teil und belegte mit der Mannschaft den vierten Rang. Im Verlaufe des Turniers wurde er von Trainer Víctor Púa achtmal (fünf Tore) eingesetzt. Im selben Jahr wurde er mit der Junioren-Auswahl Vize-Weltmeister. Er spielte auch für die A-Nationalmannschaft Uruguays. Von seinem Debüt am 13. Dezember 1997 bis zu seinem letzten Einsatz am 16. November 2005 absolvierte er insgesamt 33 Partien, in denen er zehn Treffer erzielte. Mit ihr nahm er am FIFA-Konföderationen-Pokal 1997 und an der Copa América 1999 teil.

### Erfolge

#### Im Verein
- Champions-League-Finalist: 1997/98, 2002/03
- UEFA-Intertoto-Cup-Sieger: 1999
- Uruguayischer Meister: 1997, 2012/13
- Italienischer Meister: 1997/98, 2001/02, 2002/03, 2004/05*, 2005/06*
- Italienischer Supercupsieger: 2002, 2003
- Italienischer Serie-B-Meister: 2006/07

* aberkannt im Rahmen des italienischen Fußball-Skandals 2005/2006

#### In der Nationalmannschaft
- Junioren-Vize-Weltmeister: 1997
- Copa-América-Finalist: 1999